# 平子駅
平子駅（ひらこえき）は、広島県庄原市西城町平子にある、西日本旅客鉄道（JR西日本）芸備線の駅である。

## 歴史
当駅新設の請願運動は1946年頃から始まり、1951年に設置が決まった。当初は帝釈峡遊覧の玄関口にする狙いから、駅名を「帝釈口」とする案もあったが、最終的に駅が置かれる集落から平子駅と名付けられた。
- 1952年（昭和27年）2月1日：芸備線の備後西城駅 - 高駅間に新設開業[5]。
- 1972年（昭和47年）9月1日：荷物扱い廃止[6]。無人化[7]（簡易委託化）。
- 1987年（昭和62年）4月1日：国鉄分割民営化により、西日本旅客鉄道の駅となる[1]。

## 駅構造
三次方面に向かって左側に単式ホーム1面1線を有する地上駅（停留所）。小さな駅舎があるが、無人駅（三次鉄道部管理）となっている。自動券売機も設置されていない。便所は、男女共用の汲み取り式である。

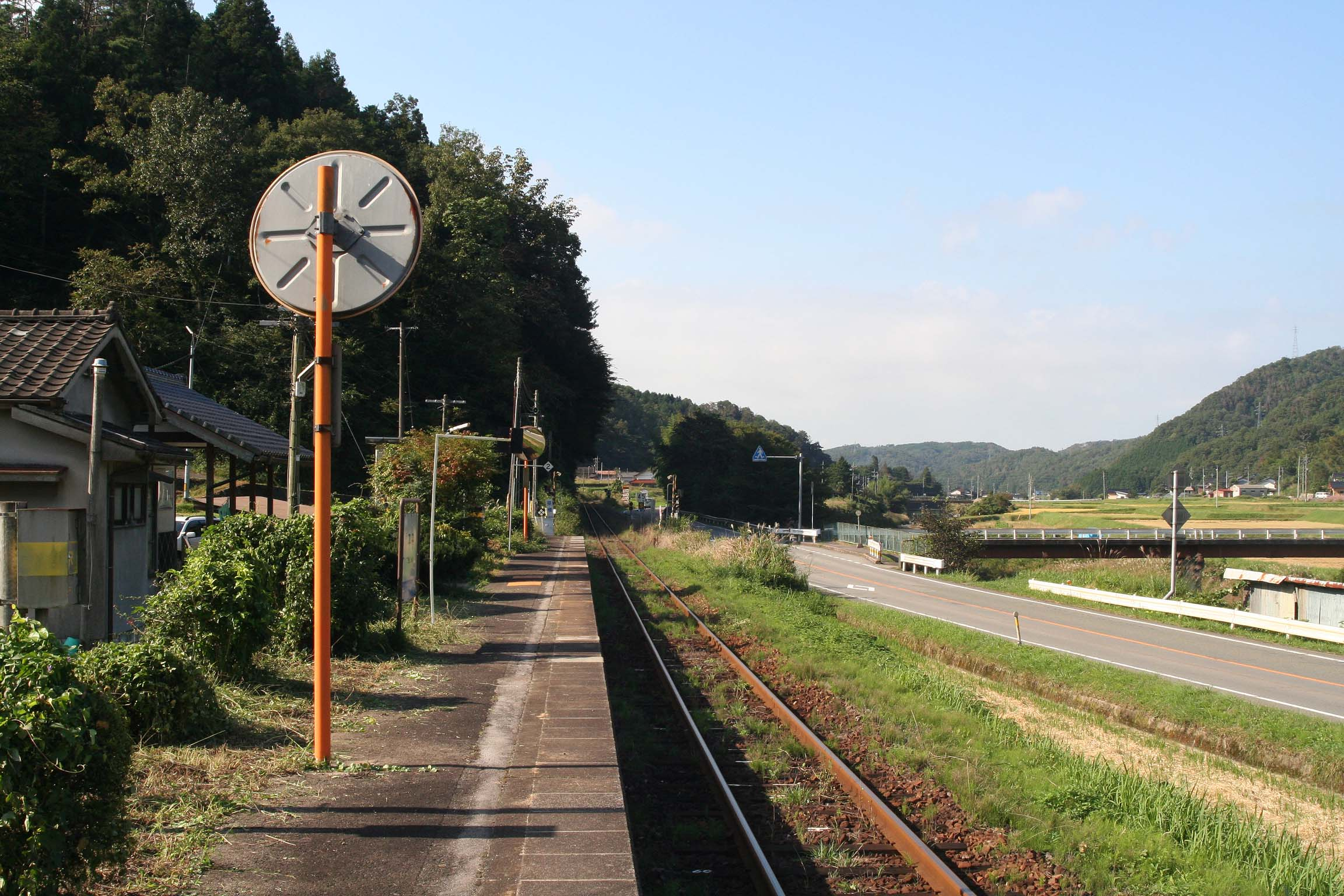
ホーム（2007年10月）

## 利用状況
1日平均の乗車人員は以下の通り。
| 年度               | 1日平均 乗車人員 | 出典         |
| ------------------ | ---------------- | ------------ |
| 1981年（昭和56年） | 10               |              |
| 1990年（平成2年）  | 19               |              |
|                    |                  |              |
| 2002年（平成14年） | 7                | [ 8 ]        |
| 2003年（平成15年） |                  |              |
| 2004年（平成16年） |                  |              |
| 2005年（平成17年） |                  |              |
| 2006年（平成18年） |                  |              |
| 2007年（平成19年） |                  |              |
| 2008年（平成20年） |                  |              |
| 2009年（平成21年） |                  |              |
| 2010年（平成22年） |                  |              |
| 2011年（平成23年） | 2                | [ 9 ]        |
| 2012年（平成24年） | 1                | [ 9 ]        |
| 2013年（平成25年） | 3                | [ 9 ]        |
| 2014年（平成26年） | 3                | [ 10 ] [ 9 ] |
| 2015年（平成27年） | 3                | [ 9 ]        |
| 2016年（平成28年） | 1                | [ 9 ]        |
| 2017年（平成29年） | 2                | [ 9 ]        |
| 2018年（平成30年） | 2                |              |
| 2019年（令和元年） | 4                |              |
| 2020年（令和2年）  | 6                |              |

## 駅周辺
- 平子駅前簡易郵便局
- 国道183号
- 中国自然歩道

### バス路線
国道183号沿いに「平子駅前」停留所があり、備北交通の三城線が同停留所を経由する。

## 隣の駅
西日本旅客鉄道（JR西日本）
 芸備線
備後西城駅 - 平子駅 - 高駅